# Genera Plantarum ad exemplaria imprimis in herbariis Kewensibus
Genera Plantarum ad exemplaria imprimis in herbariis Kewensibus (abreviado Gen. Pl. (Bentham & Hooker f.)) es un libro ilustrado con descripciones botánicas que fue editado en Londres conjuntamente por George Bentham & Joseph Dalton Hooker. Se compone de 3 volúmenes publicados en los años 1862 hasta 1883.